# 海賊史
『悪名高き海賊たちの強奪と殺人の歴史』（英語: A General History of the Robberies and Murders of the most notorious Pyrates）、通称『海賊史』（英語: A General History of the Pyrates）は、1724年にイギリスで出版された、17世紀末から18世紀初頭に活躍した海賊の伝記集。著者はキャプテン・チャールズ・ジョンソンという筆名を用いているが、一般的に偽名と考えられている。
多くの著名な海賊たちの生涯を伝える第一級の史料であると同時に、海賊に対する一般的なイメージの形成に大きな影響を与えた。

## 著者
著者のキャプテン・チャールズ・ジョンソンの正体は不明である。扱っている内容が詳細かつ正確なため、チャールズ・ジョンソン自身も海賊だったとする説はあるが、該当する人物は見つかっていない。正体をダニエル・デフォーとする学者もいるが、結論は出ていない。他の候補として、デフォーのもとで働いていた出版業者ナサニエル・ミストほか数名が挙げられている。

## 内容
『海賊史』は、後の海賊を扱った文学作品において一般的になった多くの要素（片足や隻眼の海賊、埋蔵財宝、海賊旗など）が書かれている。海賊旗にジョリー・ロジャー（英語: Jolly Roger）という名前をつけた人物としてウェールズ人のバーソロミュー・ロバーツとフランシス・スプリッグスの2人が挙げられている。
本書は悪名高き黒髭やジョン・ラカムといった、伝説的な海賊達の具体的な生涯を伝えるほぼ唯一の書物であり、21世紀でも依然有名な多くの人物の伝記を記載している。一般大衆の海賊に対するイメージ形成にも非常に大きな影響を与え、ロバート・ルイス・スティーヴンソンは本書を元に『宝島』を書き、ジェームス・マシュー・バリーもこれを読んで『ピーター・パン』に登場するフック船長を作り上げたといわれる。
『海賊史』は2巻本で出版された。第1巻は18世紀初頭の海賊を中心に扱っており、第2巻ではそれより数十年前の海賊の偉業を記録している。第1巻ではいくつかの伝記に脚色が見られるものの、著者は史料をよく調べて利用している。第2巻では第1巻より脚色が多く加わっており、ほぼ創作と思われている3本の伝記が含まれている。海賊史家フィリップ・ゴスは1925年に次のように述べている。
ただし、会話の部分についてはかなり脚色が加えられていると考えられている。
第1巻で扱っている海賊はヘンリ・エイヴリー、エドワード・ティーチ（黒髭）、スティード・ボネット、ジョン・ラカム、イスラエル・ハンズ、エドワード・イングランド、チャールズ・ヴェイン、メアリ・リード、アン・ボニー、ハウエル・デイヴィス、バーソロミュー・ロバーツ、トマス・アンスティス、リチャード・ウォーレイ、ジョージ・ロウザー、エドワード・ロー、ジョン・エヴァンズ、ジェームズ・マーテル、フランシス・スプリッグス、ジョン・スミス（ジョン・ゴウとも）である。
第2巻はトマス・テュー、ウィリアム・キッド、ジョン・ボーウェン、ジョン・ハルゼー、トマス・ホワイト、トマス・ハワード、デイヴィッド・ウィリアムズ、サミュエル・バージェス、ナサニエル・ノース、クリストファー・コンデント、サミュエル・ベラミー、ウィリアム・フライを扱っている。第2巻に収められているジェームズ・ミッソン、ルイス、コーネリアスの3人の伝記は創作とされる。

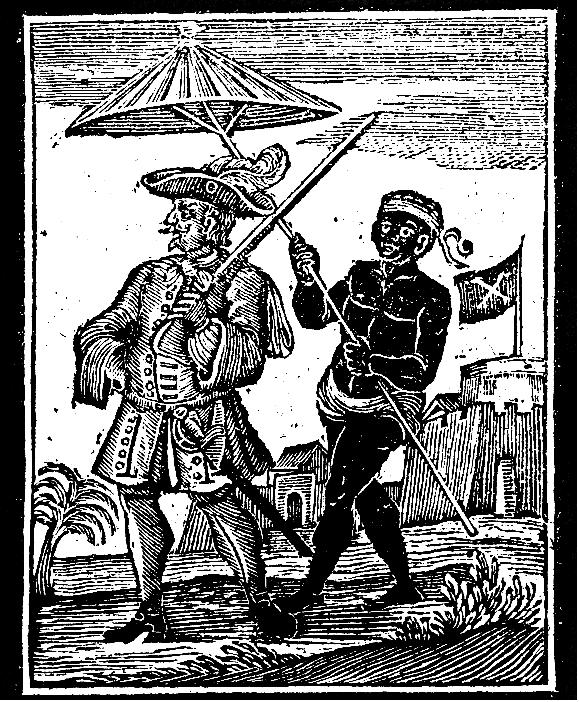
ヘンリ・エイヴリー（1725年版）
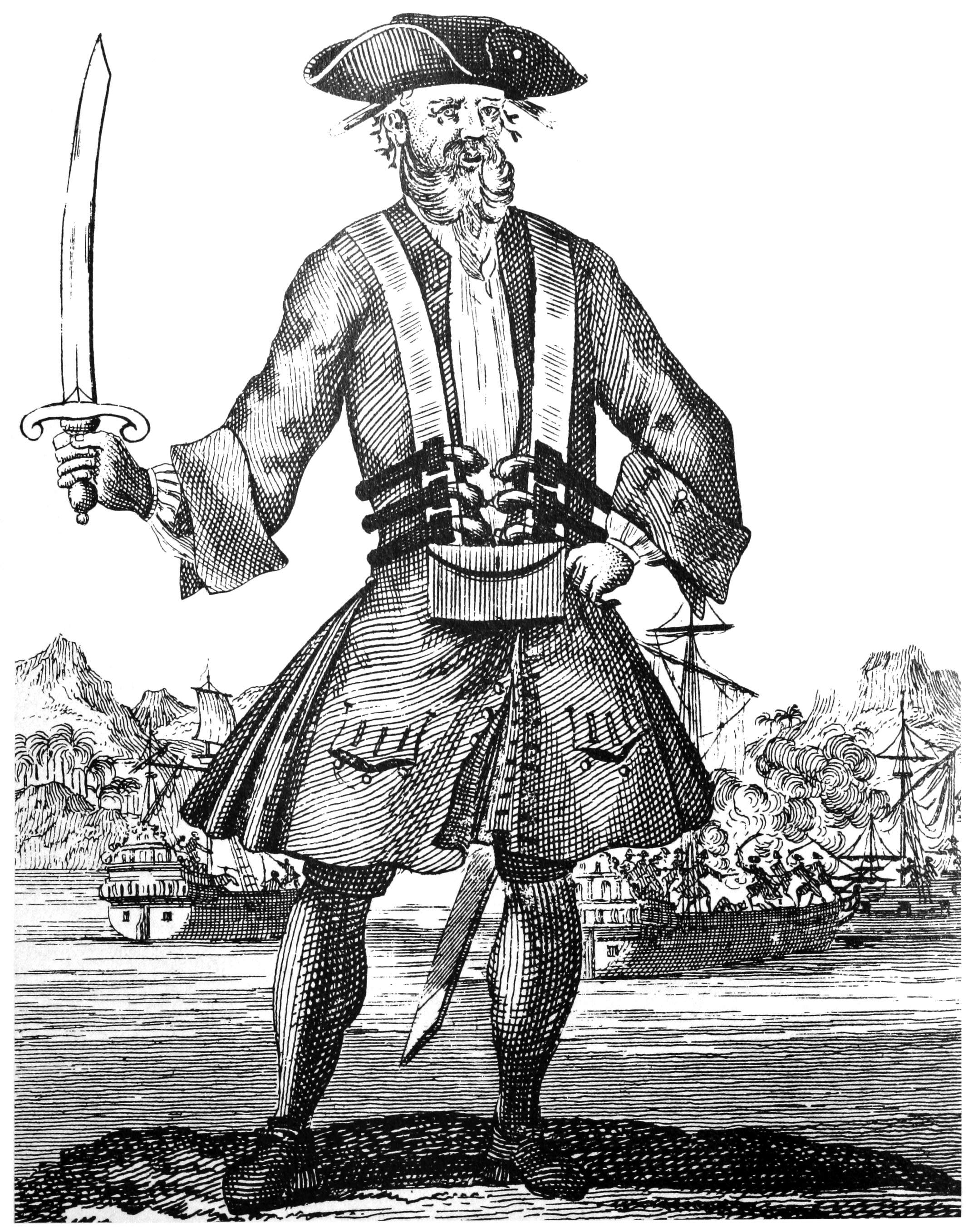
「黒髭」で知られる海賊エドワード・ティーチ。ベンジャミン・コールによる版画（1724年版）
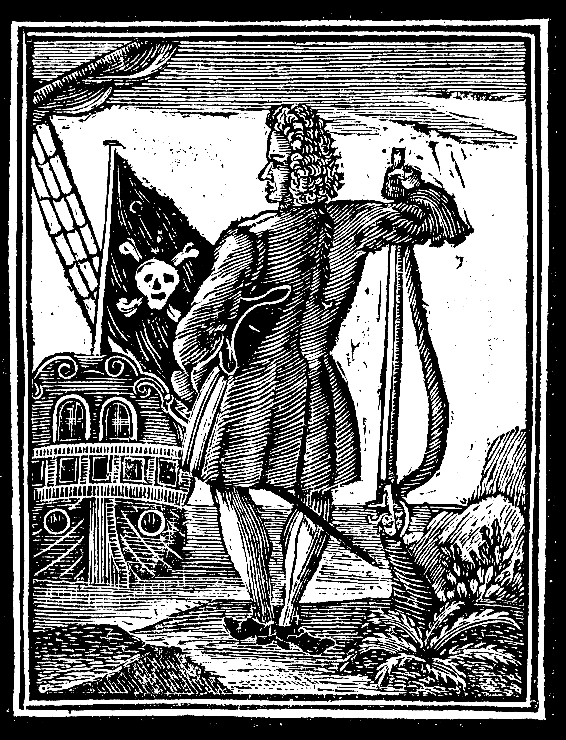
スティード・ボネット（1725年版）
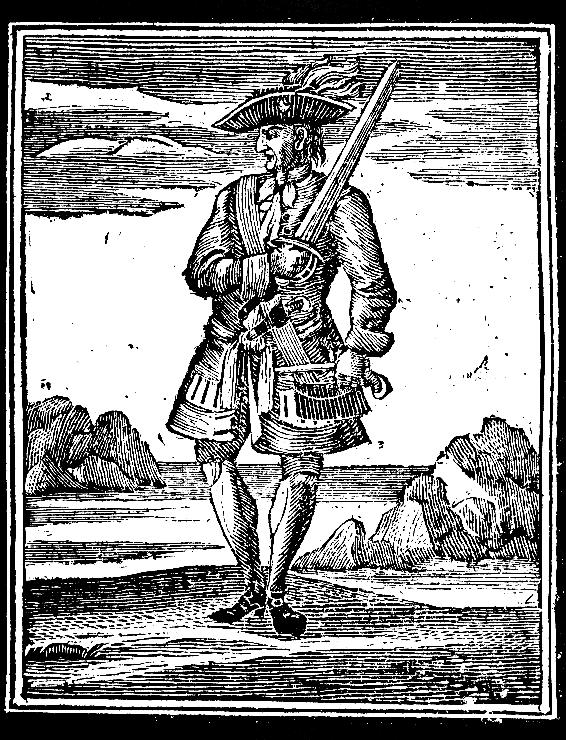
キャラコ・ラカム（1725年版）
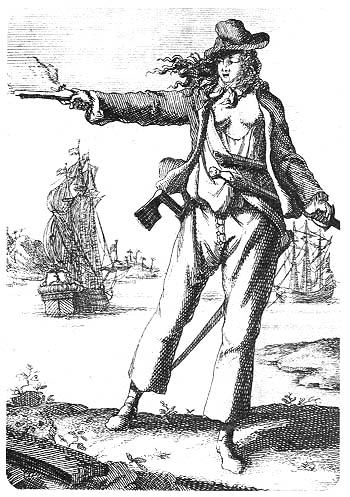
アン・ボニー（オランダ語版）
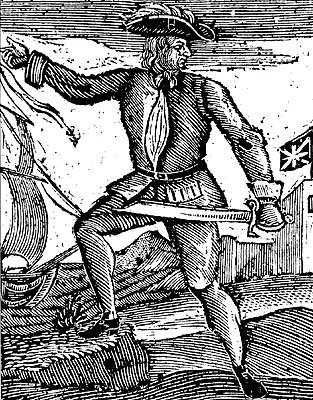
ハウエル・デイヴィス（1728年版）
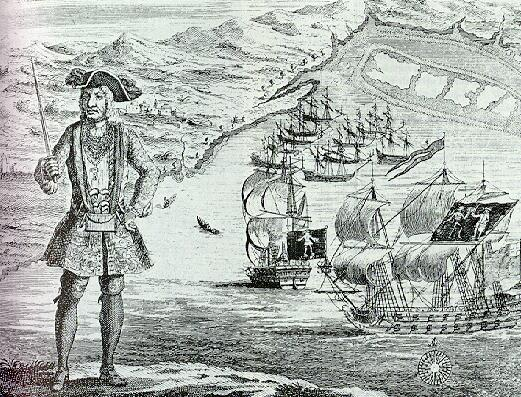
バーソロミュー・ロバーツ（1724年版）

## 日本語訳
- 朝比奈一郎訳 『イギリス海賊史』上下巻、リブロポート（冒険の世界史シリーズ）、1983年
- 朝比奈一郎訳 『海賊列伝 歴史を駆け抜けた海の冒険者たち』上下巻、中公文庫、2012年